# كلايد كوك
كلايد كوك (بالإنجليزية: Clyde Cook)‏ هو مبشر أمريكي، ولد في 1 يونيو 1935، وتوفي في 11 أبريل 2008.